# Edwards (Unternehmerfamilie)
Die chilenische Familie Edwards hat etliche Unternehmer im Banken- und Mediensektor, Schriftsteller und Diplomaten hervorgebracht. 

## Familiengeschichte
Der Urahn George („Jorge“) Edwards Brown wanderte 1804 als Schiffsarzt aus Großbritannien ein und hatte schottische Vorfahren. Sein Sohn Agustín Edwards Ossandon investierte ebenso wie schon sein Vater in Silberbergwerke. Er begründete mehrere Banken, beteiligte sich am Bau der ersten Eisenbahnen in Chile, betrieb Rohstoffhandel. Zum Zeitpunkt seines Todes hatte er 25 Millionen Pesos verdient und galt als weltweit wichtigster Kupferhändler. 
Mit dem Kauf Chiles ältester noch bestehender und einflussreichster Zeitung El Mercurio durch Augustín Edwards Ross konnte die Familie Edwards ihren wirtschaftlichen und politischen Einfluss ausbauen. Bekannt sind die Edwards bis ins 21. Jahrhundert für ihre wichtige Rolle im Bankensektor (z. B. Banco Edwards Citi) und als Eigentümer von zahlreichen lateinamerikanischen Zeitungen und Medien.

## Bekannte Familienmitglieder
- George Edwards Brown (1780–1848), Schiffsarzt, Unternehmer und Politiker
- Agustín Edwards Ossandón (1815–1878), Unternehmer, Begründer mehrerer Banken, Silber-, Kupfer- und Nitrathandel
- Agustín Edwards Ross (1852–1897), Unternehmer und Politiker, 1880 Kauf des in Valparaiso erscheinenden El Mercurio
- Agustín Edwards MacClure (1878–1941), Sohn von A. E. Ross, Unternehmer, Diplomat und Politiker, Präsident des Völkerbundes (1922–1923) und Begründer der Santiagoer Ausgabe des El Mercurio
- Joaquín Edwards Bello (1887–1968), Urenkel von G. E. Brown, Schriftsteller und Journalist
- María Edwards MacClure de Errázuriz (1893–1972), die Schwester von A. E. MacClure war als Diplomatenwitwe in Paris bei der Résistance. Für die Rettung jüdischer Kinder wurde sie ausgezeichnet als Gerechte unter den Völkern.[1]
- Agustín Edwards Budge (1899–1954), Sohn von A. E. MacClure, Unternehmer
- Agustín Edwards Eastman (1928), Sohn von A. E. Budge, Unternehmer
- Jorge Edwards Bello (1931), Landwirt, Jurist, Journalist, Diplomat
- Jorge Edwards Valdés (1931–2023), Diplomat und Schriftsteller, Träger des Cervantespreises 1999